# Бранколини, Федерико
Федерико Бранколини (итал. Federico Brancolini; родился 14 июля 2001, Модена) — итальянский футболист, вратарь клуба «Лечче».

## Клубная карьера
Уроженец Модены, Федерико начал футбольную карьеру в академии местного клуба «Модена». В 2017 году присоединился к академии «Фиорентины». 29 июня 2020 года дебютировал в основном составе «Фиорентины» в матче итальянской Серии A против «Болоньи».

## Карьера в сборной
Выступал за сборные Италии до 17, до 18 и до 19 лет.